# District de Caué
Le district de Caué est un district de Sao Tomé-et-Principe, sur l'île de São Tomé. Son siège est São João dos Angolares.

## Population
Le district de Caué comptait 5 501 habitants lors du recensement (RGPH) de 2001, puis 6 031 lors du RGPH de 2012.